# 反對逃犯條例修訂草案運動中使用的策略和方法
於反對《逃犯條例》修訂草案運動期間，示威者及支持運動的人使用及提出一系列不同策略和方法。示威者的策略包括「沒有明顯核心領導」、「流水式示威」、「象徵式抗爭」。此外，示威者以連儂牆、窗邊叫口號、集會、不合作運動、唱聖詩等方式作為其表達訴求的主要渠道，但也有激进示威者使用破坏、袭击公共建筑物、胁迫和纵火等方式。除此之外，示威者亦運用科技作出交流情報和建議、向外國向英美求援等等的行動。宣傳方面，示威者及支持運動的人採用「民間記者會」、聯署，以及於眾籌在國際報章登廣告。

## 沒有明顯核心領導
不同於2014年的雨傘運動，這輪抗爭並沒有突出的領導者。雖然多次大型遊行由經驗豐富的民陣申請舉辦，亦有著名的泛民和學運領袖呼籲，但無人自稱領導者。在包圍警察總部和佔領立法會等行動中，運送物資、設立醫療站等工作主要由示威者自發和自行協調。此一特點令政府難以與示威者談判。
有建制派質疑運動有強大幕後指揮。葉劉淑儀認為示威者懂得運用網上平台組織，而且行動迅速，變化多端，顯示背後有「隱形、非常精密的大腦指揮」；葉國謙亦有類似看法，認為示威有組織，部分活動是「高招」，必然有幕後指揮。政治學者蔡子強則批評這種說法與社會脫節，不理解目前科技，亦低估年輕人的水平。
其後八間大專院校的學生會一致認為，拒絕與林鄭月娥閉門會面的原因之一為學生會並非「大臺」，沒有領導角色，故無法成为游行人士的代表。

## 流水式示威
在此運動中，李小龍的哲學：「朋友，變成水吧」（Be water, my friend）成為了示威者在衝突中的重要戰略，強調示威方式、時間、地點均需流動，依形勢變化戰術。以6月21日的行動為例，當天示威者自發「像水般流動」到不同政府部門，藉此向政府施加突如其來的壓力；7月1日的衝突中可見，此策略的運用令所有示威者主動全身而退，使警方難以部署和即時拘捕參與毀壞立法會的示威者，從而大幅增加警察工作難度。

## 象徵式抗爭
是次運動包含許多不以直接暴力攻擊政權的非暴力抗爭手段。在眾多非暴力抗爭手段中，不合作運動、罷工、唱《願榮光歸香港》、製作「赤納粹」旗、連儂牆和人鏈等仿佛蘊含著某些意義。這類抗爭便是「象徵式抗爭」。署名Sam Ng的互联网作者自称，其所主张的民主自由的精神理念不易以文字表達，其所谓象徵式抗爭是這些精神理念的「載體」，透過表達「象徵」建立所谓的「心理力场」，傳遞示威者的理念和抗爭決心。

## 黑群和防禦

### 山峰舉「光復香港，時代革命」旗
黑底白字的「光復香港，時代革命」旗幟是這場運動的重要象徵。6月至今，多名香港人手持此旗，涉足多國山嶺高峰。8月25日，有熱愛登山的香港人登上阿爾卑斯山最高峰白朗峰，插上該旗，告訴其他抗爭者「我們並不孤單」。  9月2日，有港人在日本富士山高舉旗幟。 10月10日，有港人在台灣玉山高舉旗幟。

## 主要渠道

### 連儂牆

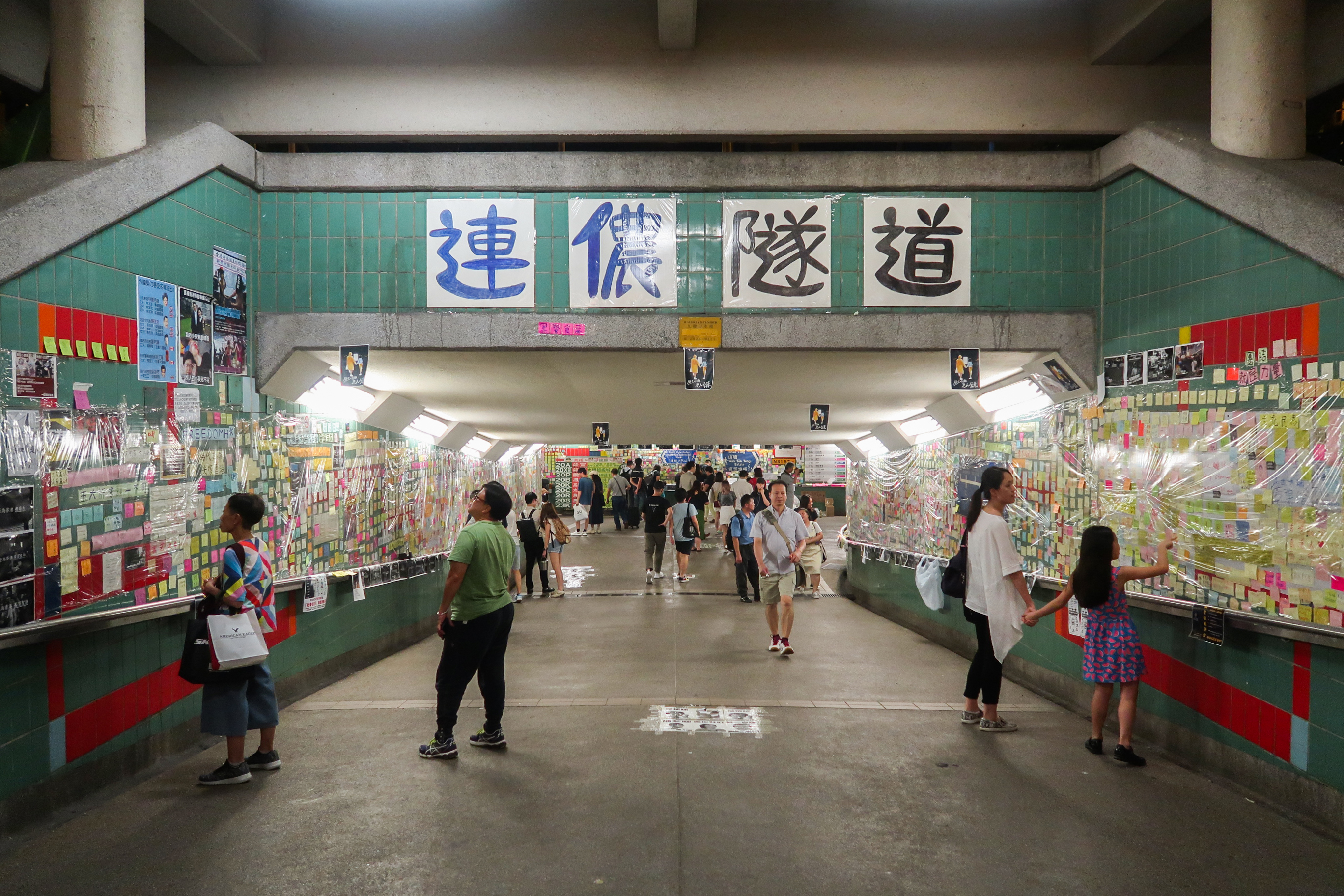
位於大埔墟站的連儂牆，牆上貼著「連儂隧道」。

7月5日開始，多區有反對修例人士自發設置連儂牆，供市民以便利貼貼上不同字句。其後，多處有人破壞連儂牆，有嘗試拆除和保護連儂牆人士發生肢體衝突，有人被打至骨折，多名人士涉嫌傷人、縱火、刑事毀壞等被捕。此外，有人於連儂牆貼上警員個人資料。7月10日凌晨，過百名警員身穿防暴裝備，手持盾牌到大埔連儂隧道拆除有關標貼。7月13日凌晨，再有警員到同一地點，以搜證為由，拆除一幅印有一名警員容貌及個人資料的大型海報。7月11日晚上，油塘站因有人破壞連儂牆而發生衝突，警方一度高舉紅旗。
此外，反對修例人士亦於一些不合作支持反對運動的商店，設置連儂牆。例如吉野家因禁止員工諷刺警方，而被反對者於店舖外設置連儂牆，因而需要停業；日牛涮涮鍋一分店則被網民傳言職員不歡迎反修例人士，而被反修例人士設立連儂牆引致停業，進行內部整頓至另行通知。沙田新城市廣場因被質疑允許警方執法，商場內多處地方被設立連儂牆，並不允許管理處拆除，廣場內部分店舖被迫停止營業。

### 抵制和杯葛相反立場企業

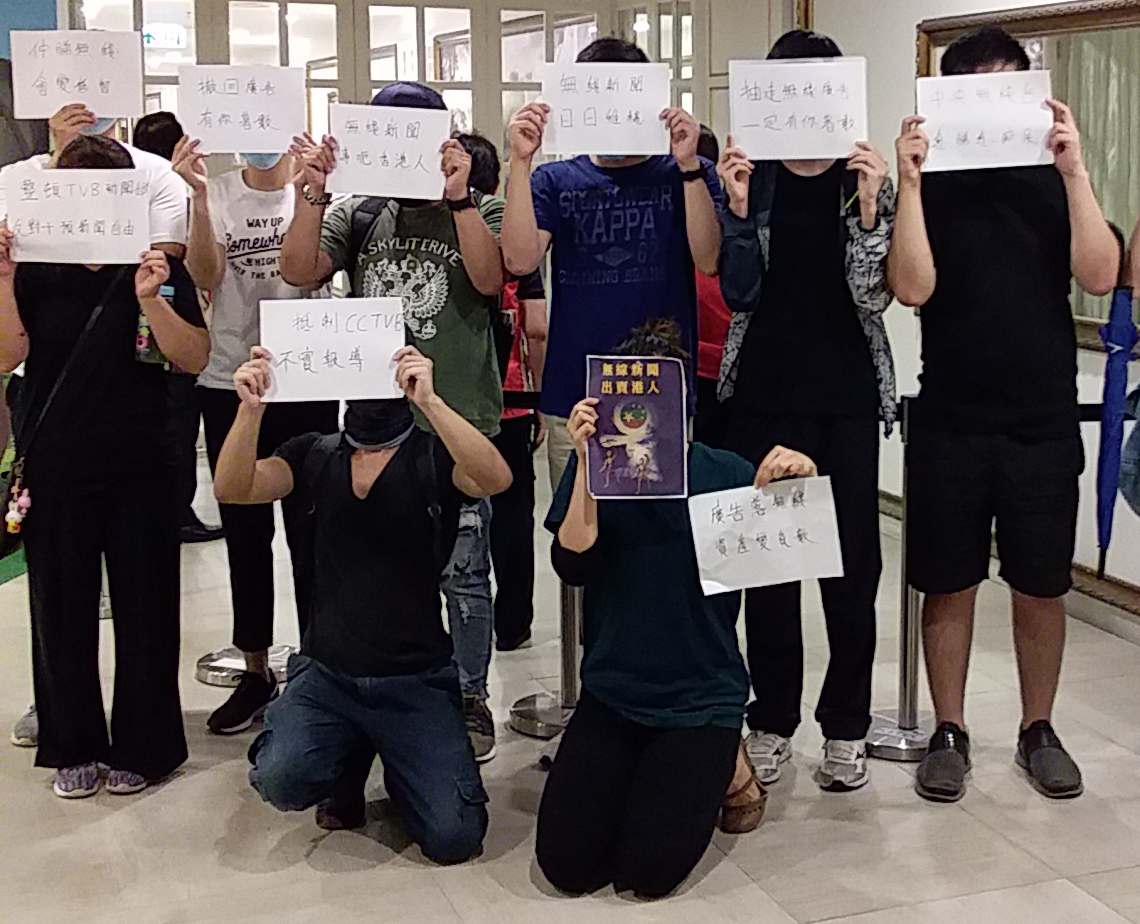
部份網民因反對無綫新聞就《逃犯條例修訂草案》之報道手法，於2019年7月10日趁香港小姐佳麗約見傳媒時手持自製標語及海報前往會場外抗議

「日牛涮涮鍋專門店」在將軍澳東港城的分店，被指有職員在7月21日拒絕招待遊行人士，結果引發網民不滿和杯葛。日牛其後於facebook專頁發出道歉聲明。7月22日晚上約9時，有市民響應網上號召，在店外張貼大量便利貼，變成「地上連儂牆」，但之後有警員手持圓盾到場戒備。餐廳到7月23日再次於facebook專頁發出道歉聲明，表示會停止營業，進行內部整頓至另行通知。
無綫新聞被反修例人士指責其報道偏袒香港政府、建制派及香港警察一方。有多個報道指無綫高層要求新聞部刪走對警方不利的片段，並側重播出親政府、建制人士的聲音。有網民在同年7月發起針對無綫的抗議行動，包括在將軍澳區遊行抗議TVB新聞報道失實，以罷買等方式抵制仍在TVB落廣告的客戶商品（例如幸福醫藥、Hipp喜寶、美贊臣），並大力支持已表態完全撤回在TVB落廣告的商戶（如大塚製藥旗下饮品寶礦力水特、信诺保险、必勝客等）及狙擊無綫商場大型活動等。
另外吉野家因在Facebook發佈「獅子狗」廣告，但一日後被消失，母公司合興更指要解僱涉事廣告的員工，而遭反修例人士杯葛。網購平台「士多」其中一位創辦人在個人facebook表態支持《逃犯條例》修訂後，亦引起網民不滿，表明會抵制。
7月14日，新鴻基地產旗下的新城市廣場職員被指「引清兵。」協助警隊圍捕示威人士，亦被指「賣香港Sell Hong Kong」。其後商場多處在晚上變為「連儂牆」。
其後有市民原本經BannerSHOP訂製海報作7月21日遊行使用，但收貨後發現海報背面寫有「返屋企吊老母啦，廢青」，結果引起網民極為不滿，在其Facebook專頁聲討。BannerSHOP其後在Facebook專頁表示深抱歉意，會進行深入調查並採取行動。

### 窗邊咆哮
由8月23日開始，Telegram群組有人發起在每天晚上10時在住所內朝窗外大喊「光復香港，時代革命」、「五大訴求，缺一不可」的口號，直到抗爭完結為止，但相關行為並未有持久進行。

### 絕食

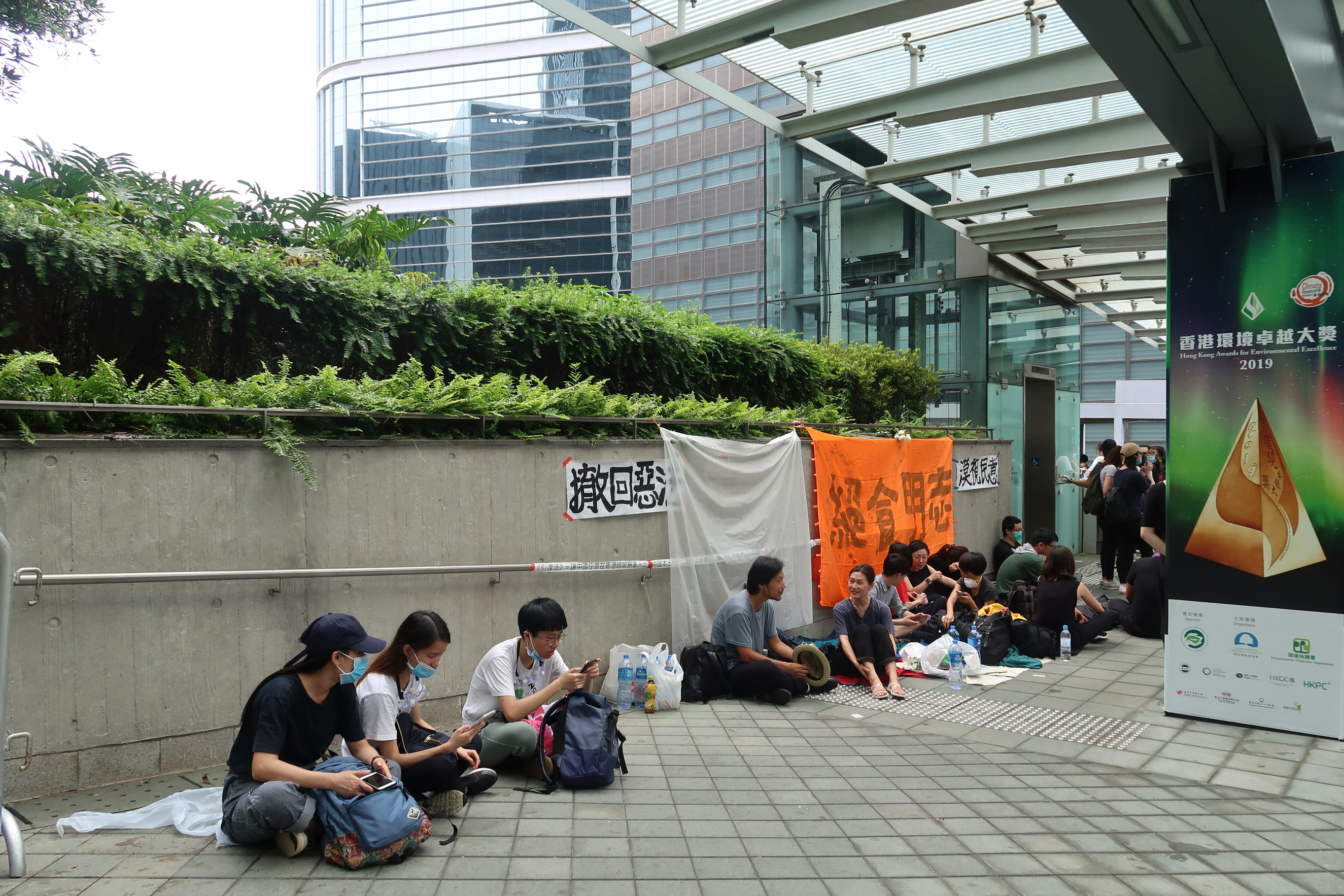
大專教育界及文藝界有多人在6月11日-12日發起絕食抗議修例

2019年6月11日凌晨起，香港大學社會工作及社會行政學系教授何式凝、香港教育大學社會科學系講師黎明，導演應亮及灣仔區議員楊雪盈等13人於立法會大樓附近絕食24小時。絕食行動的參與者將以接力的形式輪流絕食，每人至少絕食24小時，期間只喝水。
2019年7月3日早上10時，5名分別為2男3女的市民在海富中心行人天橋底發起絕食行動，要求政府回應4大訴求。當中包括來自粉嶺北馬屎埔的陳伯和好鄰舍北區教會傳道堂主任陳凱興。有熱心市民送上牛奶給他們。絕食人士絕食177小時後，在7月10日晚上7時30分舉行記者會。

### 不合作運動
部分市民發起了不同類型不合作運動表達訴求，例如：6月12日製造「交通意外」、6月13日和7月21、24日、7月30日、8月5日及9月2日的堵塞港鐵站及阻礙列車車門關閉。有受影響市民理解這些行動，但亦有批評指做法妨礙到一般市民。

### 機場集會
自7月26日起發動「和你飛」集會後，有參與者認為機場集會時較安全，而且可以向旅客宣傳香港現時情況。其後在8月9日至8月11日「萬人接機」集會和8月12日至13日「警察還眼」集會都有大量市民響應。不過發生內地遊客遭包圍毆打事件，加上政府認為集會嚴重干擾機場運作。機管局在8月13日晚上向法庭申請臨時禁制令，在8月14日得到法庭批准，下午2時開始執行。禁止任何人在機場進行任何示威或集會活動。到8月底，網民發起「和你飛2.0」行動，在9月1日下午1時起在機場內集會。

### 人鏈活動
2019年8月23日，超過21萬人參加「香港之路」人鏈活動，人鏈總長60公里。之後人鏈活動散落各區，不同社區的市民及學生發起連串人鏈活動，以此和平方式爭取落實「五大訴求」及抗議警察濫用暴力。

### 罷工
6月12日，逾400家公司、過百間中學、七大院校發起罷市罷工罷課「三罷」抗議行動。到7月29日，網上連登討論區號市民在8月5日發起全民大罷工，指有關行動由運輸界人士發起，並且包括政府公務員、資訊科技行業、公共行業、飲食行業、金融機構和自僱人士等亦有支持。網民同時發起當天下午1時於七個不同地區舉行集會，包括金鐘添馬公園、旺角麥花臣球場、沙田大會堂百步梯、荃灣沙咀道遊樂場、黃大仙廣場和屯門公園。

### 脅迫手段
2019年11月14日，一名無綫新聞記者在中文大學內準備採訪時，有蒙面人提出「要不打爛攝影機，要不沒收機內5張記憶卡」，最後攝影師交出記憶卡並離開。記協發表聲明指，上述行為嚴重干預新聞及採訪自由，要求立即交還記憶卡及以後停止上述做法。
2020年4月末，警方拘捕三人，指他們以恐嚇手段針對在TVB和東方報業刊登廣告的企業，脅迫他們停止刊登廣告。

### 破壞目標商鋪及設施

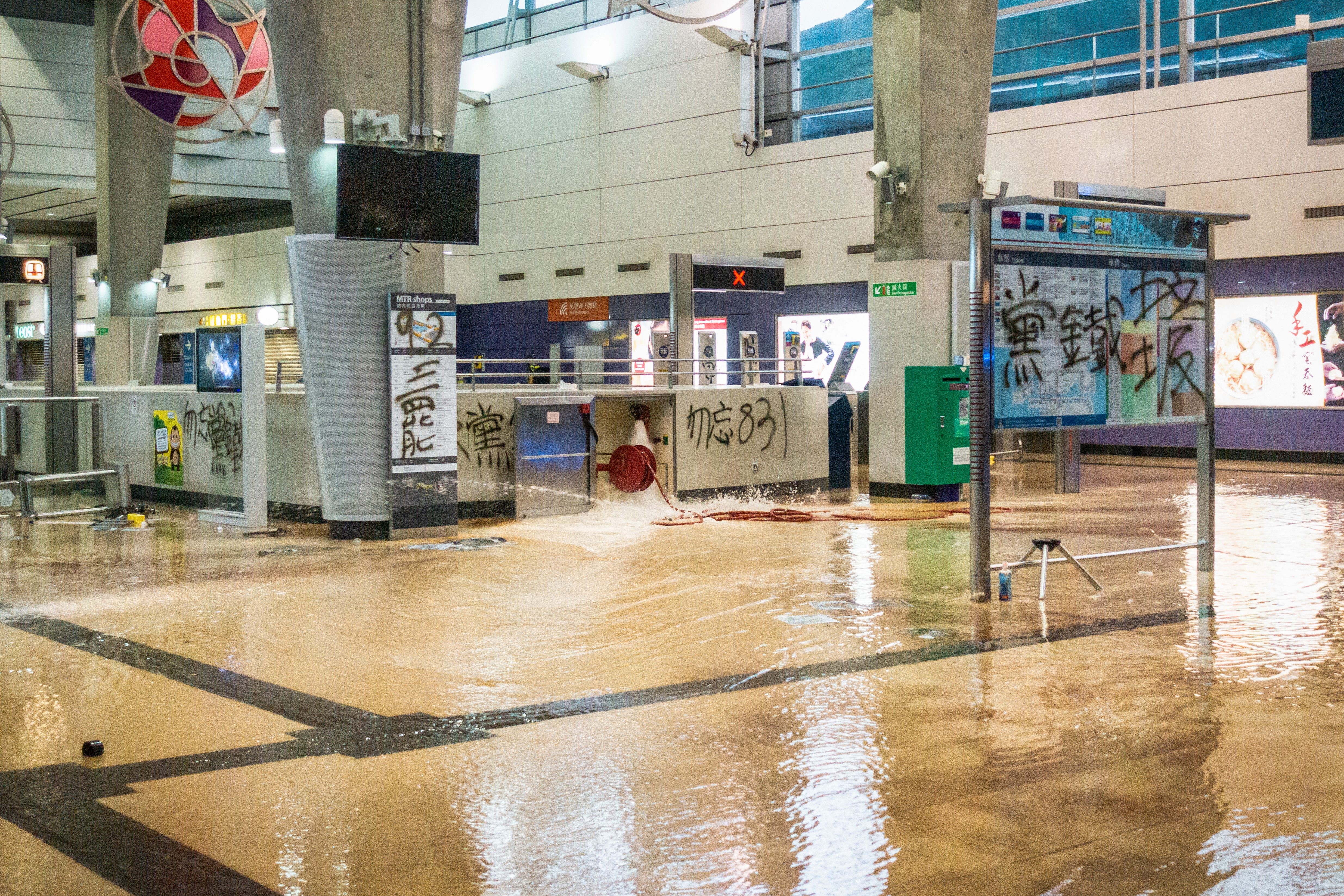
2019年9月1日，示威者在乘客離開東涌站後，在站內破壞設施，又開了消防喉放水，令大堂水浸

因8月5日香港三罷行動中有示威者遭疑似福建幫人士斬傷。部分示威者認為二陂坊一間麻雀館與福建幫有關。在8月25日荃葵青遊行後，有示威者撬開該麻雀館的鐵閘，並打破玻璃。他們隨後走到大陂坊，攻擊一間遊戲機中心之鐵閘。二陂坊其他商店亦被波及，包括中元節文化協會、一品雞煲、源記火鍋雞煲館等被毀壊。
9月1日下午約5時，東涌站附近的示威活動中，一批示威者進入東涌站大堂以錘子、棍、雨傘和噴漆等工具破壞車站設施，出入閘機蓋板被撬起，零件外露，售票機屏幕被擊碎，屏幕、路綫圖、告示板等被噴上不滿字句。車站控制室玻璃被擊碎，部分人破壞門鎖並闖入控制室內，亦有人打開消防喉不斷射水，最後示威者四散。其後多次示威活動中，多個車站設施被破壞。
十一國慶日，在港島、九龍、新界多區進行嚴重暴力活動，灣仔、銅鑼灣天后、深水埗、旺角、太子、屯門多區有港鐵站、政府合署、商店、食肆遭毀壞，有櫃員機被縱火。示威者在港鐵荃灣站D出口，撬開鐵閘並衝入站內，破壞閉路電視及售票機等，又向站內投擲燃燒彈，其後即轉戰闖入港鐵站附近的政府合署縱火，並以鐵通及長傘等毀壞室內的天花、水牌及告示板等。示威者破壞吉野家、東海堂、元氣壽司、星巴克、優品360、名創優品等商店玻璃。更有激進示威者曾撬開優品360鐵閘，入內大肆搗亂，陳架零食散滿一地，又將店內的酒樽擲向地下。旺角及太子一帶，有多間中資銀行分行被破壞，需要暫停營業。多個地區的交通燈因被破壞失靈，須由交通警在現場指揮。

### 「私了」襲擊
2019年8月13日晚，香港机场一名名叫徐錦煬的中國内地人士因为被怀疑是中國大陆公安人员，被示威者包圍数小时和殴打，之后一名穿记者反光衣的男子也因無法展示记者证並謊称游客，且身上搜出與香港三罷行動中斬傷示威者的福建幫人士所穿的T恤相似的“我爱警察”蓝色T恤衫，被示威者包圍约一小时及毆打。事後证实他是环球网记者付国豪。医护人员之后嘗試帶走傷者救治亦被阻挠。
反修例風波中，有輕型貨車司機因攻擊示威者被打，貨車被焚燒；機場一位長者疑因拍打示威標語遭多個示威者圍堵。亦有矛頭指向港鐵職員，一名港鐵休班站長於9月初在寶琳站被示威者指责，更遭毆傷。据澳大利亞7 News記者Robert Ovadia介绍，10月6日晚香港藝人馬蹄露在旺角被示威者打至頭破血流，他出面予以保護，自己也「惹禍上身」，不但被起底，甚至還收到了「死亡威脅」。
11月11日，在馬鞍山廣場連接馬鞍山公園的行人天橋，有一名身穿綠色上衣的男子與示威者爭吵，有片段顯示該名男子曾在被破壞的地鐵站內追逐並曾與示威者口角，後有黑衣蒙面人上前向綠衣男淋潑易燃液體並點火，綠衣男即時起火，他向後跑並脫下上衣。另一名男子見狀上前追截點火的人士，而部分在場示威者在點燃後歡呼「好」「好啊」。火勢其後熄滅，男子皮膚被燒傷，坐在地上等待救援。傷者現時情況危殆。警方事發後封鎖行人天橋調查及搜證，檢查垃圾桶，又查問商場保安。警方表示，下午近一時接報有人打架受傷，隨後接報有火警，正調查事件。

## 語言和藝術

### 基督教聖詩
《唱哈利路亞》成為反送中運動非正式的主題曲。6月9日，一群新教徒在遊行結束後的政府總部，在牧師帶領下開始唱此聖詩，冀衝突不會發生，同時為香港祈禱。而香港的公安條例列明，宗教聚會不屬集會，因此警方難以向他們採取任何行動。此曲徹夜連續唱了十小時，即使非基督徒，也跟著唱這首歌，令它成為遊行示威的「主題曲」。
另外，於7月13日晚上，有基督徒發起中環唱聖詩行動，希望修補社會裂痕，及為反修例風波而離世的市民祈禱。參與人士由遮打花園步行至禮賓府示威區，並在示威區唱聖詩，約9時半離開示威區並步行至雪廠街散去。

## 科技

### 網絡平台
示威者多次利用網上平台連登，匿名交流情報和建議。當中有網民提出包括阻礙港鐵列車服務、一起聚集禱告、到政府總部「野餐」、製作反送中「長輩圖」等抗爭方法的細節。
在一系列活動中，Telegram同時成為重要通訊軟體，令示威者能隱藏身分，避免留下任何痕跡予北京政權或香港警察追蹤。在6月12日，其伺服器受阻斷服務攻擊，創辦人保羅·杜洛夫指出攻擊來源來自中國大陸，而時間與香港發生的警民衝突吻合。

### 試圖擠兌貨幣
香港示威者亦號召在8月16日發動“全民提款日”，試圖以擠提銀行和兌換外幣的方式冲擊香港金融市場。有报道称8月16日当天并未发生大规模的挤兑行为，亦有媒体表示从15日至16日早间，共计取出281万港元。由於“擠兌”的數量少，有網民揶揄是“不自量力，幼稚不堪”。而网络上出现众多展示提款图片的贴文，亦有柜员机被拍到暂停提款服务。香港金融管理局回应道银行运作正常。

### 向英美求援
8月16日，英美港盟主權在民集會中，香港大專學界國際事務代表團成員「我要攬炒」團隊在集會中讀出宣言，其中包括：“宣言指會繼續將香港問題帶上國際主流舞台，未來團隊會走訪西方國家，建立長期穩定互信關係，釐清刻意抹黑，應世界知悉香港警隊不是亞洲最優秀的警隊，而是「官商鄉黑走狗」，亦會支持美國《香港人權與民主法案》加入制裁港官員的條件”。
9月1日，近千名反送中示威者前往英國駐港總領事館請願。在場人士手持標語，並揮舞港英時期的「龍獅旗」與英國國旗，在現場播放英國國歌，要求「英國給予港人公民身分和居英權」。參加者在集會過程中，手上大都高舉英國國民（海外）護照（BNO），要求英方給予他們公民身分和居英權，還高呼「我們是英國人」（We are British）的口號；有些人則高舉標語，指責中國違反「中英聯合聲明」，並要求香港落實「真普選」。
9月8日，数千名示威者来到美国驻港领馆前，一些人手持美国国旗，唱出美国国歌，并要求美国总统特朗普「解放」香港。游行人仕打出的标语有「特朗普总统请解放香港」，并呼喊「争自由，撑香港」、「抵抗北京，解放香港」等口号。傍晚有示威者到領事館附近的中環港鐵站出口焚燒雜物並破壞設施。

## 宣傳

### 民間記者會
因應政府於8月5日開始每日召開記者會，一群網民於8月6日首度召開民間記者會，希望成為不同聲音的發表平台，抗衡政府重複利用記者會指摘示威者。
由8月6日至11月21日，已舉辦了二十七次民間記者會，組織者多次邀請多名市民現身講解親身經歷。

### 聯署

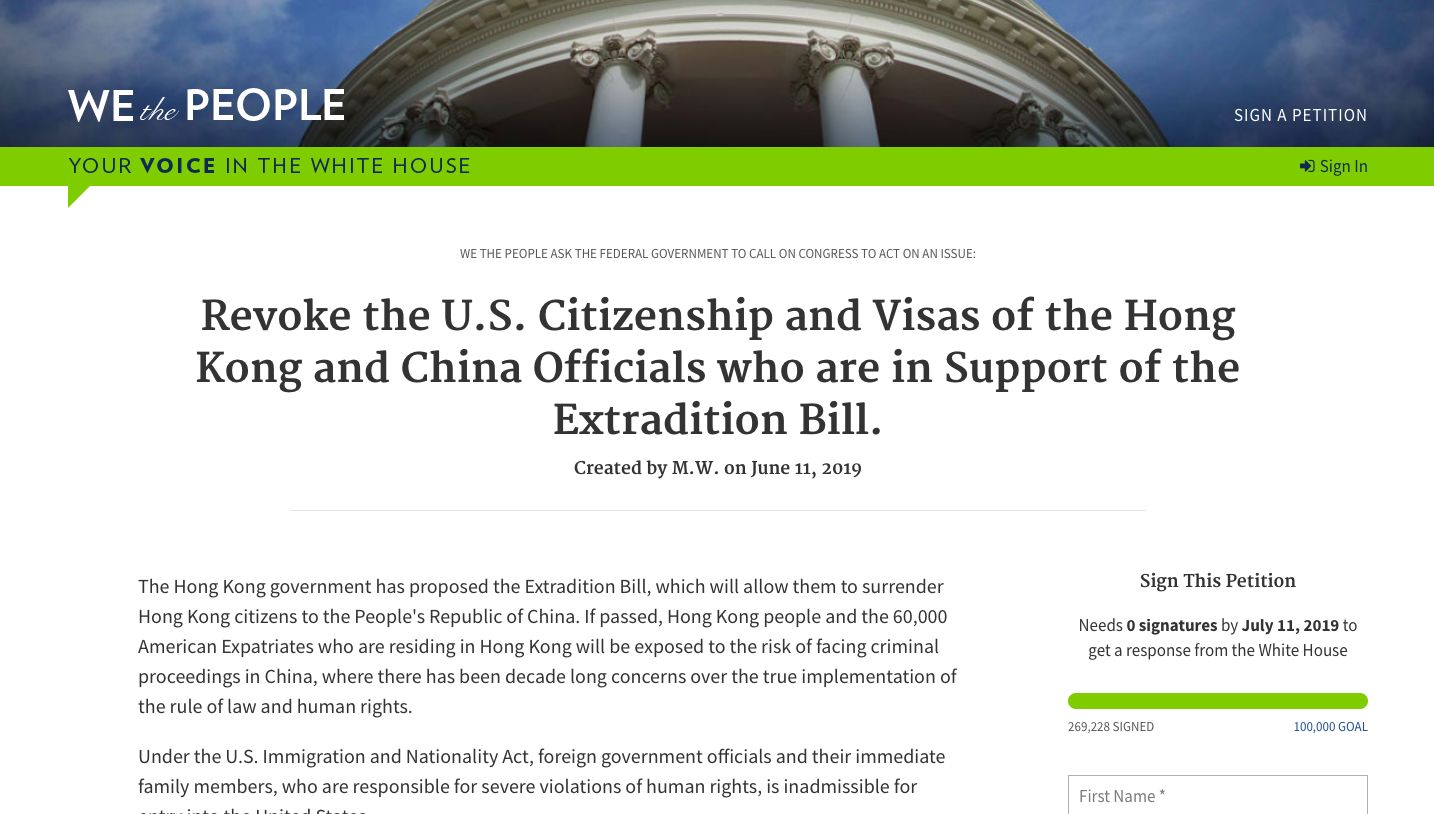
請求取消支持引渡條例的中港官員之美國公民身分和簽證的聯署

自2019年5月起，超過200間中學、不同行業、事業和社群發起反送中聯署。所有公立大學和七所中學率先發起聯署，包括林鄭月娥的母校嘉諾撒聖方濟各書院。而全港五百多間的中小學的師生校友，均自發以校友會、師生等名義進行聯署，共有超過十六多萬人響應，香港史上前所未有。即使死者潘小姐就讀的聖士提反書院師生校友也反對條例。
網站我們人民和Change.org出現了各種請願，包括要求外國政府製裁並撤銷中港權貴的公民身分。另有聯署要求法國政府禠奪林鄭月娥法國榮譽軍團勳章。
7月26日，284名來自逾44個政府部門的公務員發公開信，批評政府依然故我拒聽大眾聲音，而且警方在元朗襲擊事件未有及時派員到場。聯署要求政府回應民間五大訴求，若政府繼續漠視民意，將籌備工業行動。而行政主任（EO）發起的聯署，要求政府正式撤回修例及成立獨立調查委員會，同時批評行政長官林鄭月娥和警務處處長毫無承擔。而且強烈譴責警隊作為，指有勾結暴徒之嫌。至7月25日晚上有逾500人參與，佔EO總數逾一成。

### 眾籌在國際報章登廣告

G20峰會日本大阪舉行，網上眾籌小組以「Freedom Hongkonger」發起眾籌，在6月27至29日在全球多份主要報刊登公開信，期望國際社會關注《逃犯條例》爭議

網民於LIHKG討論區以「Freedom Hongkonger」的名義，在6月25日發起眾籌300萬港幣，藉2019年二十國集團大阪峰會，於全球多份主要國際著名報章刊登公開信，呼籲國際社會及G20峯會領袖關注香港修條爭議及警察濫暴等問題，以及爭取全球公民和各國領袖支持。最後眾籌在6小時內籌得545萬、9小時內籌得670萬元，总共有2万2千多人捐款，平均每人300元。
以不同文字和設計製成的廣告在眾籌後三日內推出，口號均為「Stand with Hong Kong at G20」（在G20峰會支持香港），並於多份報章上刊登。
其後亦曾同樣通過眾籌方式募集資金，成功於8月19日在全球11份報章刊登主題為「香港呼籲」的廣告，希望引起世界各地人民對此項運動的關注。
| 國家或地區           | 刊登報章                                       | 刊登日期        | 刊登日期   |
| 國家或地區           | 刊登報章                                       | 6月27-29日      | 8月19-21日 |
| -------------------- | ---------------------------------------------- | --------------- | ---------- |
| 日本                 | 《日本時報》                                   | 成功進入G20會場 |            |
| 日本                 | 《讀賣新聞》                                   | Y [ 107 ]       |            |
| 日本                 | 《朝日新聞》                                   | 成功進入G20會場 |            |
| 日本                 | 《日本經濟新聞》                               |                 | Y [ 108 ]  |
| 中華民國             | 《蘋果日報》                                   | Y [ 107 ]       |            |
| 中華民國             | 《自由時報》                                   |                 | Y [ 108 ]  |
| 澳門                 | 《愛瞞日報》網上版                             | Y [ 109 ]       |            |
| 美国                 | 《紐約時報》New York Times                     | check           | check      |
| 加拿大               | 《環球郵報》The Globe and Mail                 | check           | check      |
| 加拿大               | 《韋斯特蒙獨立報》Westmount Independent        | 免費刊登        | 免費刊登   |
| 英国                 | 《金融時報》美洲版和亞洲版 Financial Times     | Y [ 107 ]       |            |
| 英国                 | 《衞報》The Guardian                           | check           |            |
| 英国                 | 《泰晤士報》The Times                          |                 | check      |
| 英国                 | 《倫敦標準晚報》                               |                 | check      |
| 英国                 | 《City A.M.》                                  |                 | check      |
| 德国                 | 《南德意志報》Süddeutsche Zeitung              | check           |            |
| 德国                 | 《法蘭克福滙報》Frankfurter Allgemeine Zeitung |                 | Y [ 108 ]  |
| 比利时               | 《Politico Europe》歐洲網絡版                  | Y [ 107 ]       |            |
|                      | 《澳洲人報》The Australian                     | Y [ 107 ]       | check      |
|                      | 《朝鮮日報》조선일보                           | Y [ 107 ]       |            |
| 《東亞日報》동아일보 | Y [ 114 ]                                      |                 |            |
| 《韓國日報》한국일보 | Y [ 114 ]                                      |                 |            |
| 《京鄉新聞》경향신문 |                                                | Y [ 115 ]       |            |
| 法國                 | 《世界報》Le Monde                             | Y [ 116 ]       | Y [ 108 ]  |
| 法國                 | 《巴黎人報》Le Parisien                        | check           |            |
| 義大利               | 《晚郵報》Corriere Della Sera                  | check           |            |
| 瑞典                 | 《每日新聞報》Dagens Nyheter                   | check           | check      |
| 瑞典                 | 《每日工業報》Dagens industri                  |                 | check      |
| 西班牙               | 《世界報》El Mundo                             |                 | check      |
| 丹麦                 | 《貝林時報》Berlingske                         |                 | check      |
| 芬兰                 | 《赫爾辛基日報》Helsingin Sanomat              |                 | check      |

在德國居住，有參與登報過程的香港人「石賈墨」在facebook上載 《南德意志報》政治版全版廣告和公開信，形容是「創造歷史」，要「Credit要畀晒每一個人」（要將榮譽全數給予每一個人）。另外加拿大報紙《Westmount Independent》主動免費刊登此廣告。有香港网友在LIHKG討論區爆料称青岛啤酒于27日以天价将本应在28日登载连登反修例广告的版面买走，其出价时间距中央日报广告部门下班仅45分钟。

## 其他

### 自殺
迄今已有多人為反送中而自殺，包括：梁凌杰、盧曉欣、鄔幸恩、范遠聰等人。死者大多控訴政府未有正面面對各界人士訴求。

### 企圖自殺
撒瑪利亞防止自殺會指6月9日至7月3日期間共接獲42宗因為反對修訂《逃犯條例》事件而求助的個案，較以往每月有關事件的個宗多30幾宗，以年輕男士的求助數字較高。
自從6月15日、29日和30日有人跳樓自殺後，涉輕生案件有上升趨勢。在7月3日至少有兩宗企圖自殺事件，在facebook表達對社會不滿，多名網民及泛民主派立法會議員趕到金鐘太古廣場和海富中心尋人，最後尋獲事主。
2019年7月5日凌晨，一名23歲青年在facebook發帖，先寫上「對不起。香港人加油」。其後在另一篇帖文向母親道歉，並指自己「好攰，我真係撐唔住」後便告失蹤。帖文引起大量網民關注，藝人杜汶澤更直播自己駕駛尋找事主，並且落淚。最後在屯門富地路發現事主，並陪同他送院治理。